# Viminella crassa
Viminella crassa is een zachte koraalsoort uit de familie Ellisellidae. De koraalsoort komt uit het geslacht Viminella. Viminella crassa werd in 1999 voor het eerst wetenschappelijk beschreven door Grasshoff. 